# Гагаузька кухня
Гагаузька кухня (також ґаґаузька кухня) має багато спільного з кухнями інших народів балканського регіону. Різноманітності страв на столі сприяє м'який клімат регіону, сільське коріння багатьох гагаузів, а також любов до довгих і рясних застіль. У гагаузькій кухні багато страв з молока, всіх видів м'яса і сиру. Важливе місце в харчуванні займають борошняні вироби, особливо пироги, в тому числі і листковий з бринзою. До національних страв належать «гьозлеме», «кивирма» (листковий пиріг з сиром), «суанни», «саарма», гагаузькі соління — «туршу». Широко використовуються помідори та перці, з яких виготовляють гострий соус. Гагаузи сповідують православ'я, тому в їхній кухні своє місце займають страви зі свинини і вино. Наприклад, червоне вино подається практично до всіх страв. Гагаузький плов готується з булгуру (пшенична крупа грубого помелу).

## Список основних страв
1. «Фасюля» — загальна назва страв з квасолі.
2. «Мамалига» — кукурудзяна каша з бринзою різної густини і щільності.
3. «Кивирма» — солоний пиріг з бринзою, звичайна страва вихідного дня.
4. «Чорба» — курячий суп з помідорами й оцтом.
5. «Гьозлеме» — пиріжки з бринзою, випікають із залишків дріжджового тіста після закладки в піч основної маси домашнього хліба
6. «Пача» — холодець з домашньої птиці (курки або качки).
7. «Сарма» — голубці з виноградним листям, приправлені сметаною.
8. «Кабакли» — десертна страва, яка представляє собою гарбузові рулети.
9. «Каурма» — святкова страва з баранини до весілля, народження дитини тощо.
10. «Долма бібер» — квашений перець, фарширований рисом.
11. «Туршу» — гагаузькі соління. До них належать квашені овочі (білокачанна капуста, помідори, огірки), що як гарніри й закуски незмінно з'являються на столі у великій кількості. До солінь делікатесного типу належать квашені кавуни і яблука[3].
12. «Манджа» — печеня з помідорами.
13. «Гатлама» — гата у Вірменії, кята в Азербайджані.